# Aedes koreicus
Comumente conhecido como mosquito de mato coreano, os Ae. koreicus adultos são relativamente grandes, com um padrão preto e branco nas pernas e outras partes do corpo. Linhas longitudinais claras na parte dorsal do tórax o distinguem de Ae. aegypti e Ae. albopictus. A espécie tem grande semelhança morfológica, ecológica e genética com o mosquito asiático, Aedes japonicus, mas pode ser fisicamente distinguida por uma faixa basal pálida no tarsômero posterior.

## Criação e ovos
O Aedes koreicus é conhecido por ser um mosquito que se reproduz em recipientes. Eles põem ovos em todos os tipos de recipientes artificiais e buracos naturais encontrados em plantas e rochas em ambientes urbanos, periurbanos e naturais. Aedes koreicus põe aproximadamente 100 ovos por vez e pode botar ovos até três vezes por ciclo de vida. Os ovos de Ae. koreicus têm longas taxas de sobrevivência devido à sua resistência à dessecação e têm uma tolerância notavelmente alta ao frio. Aedes koreicus põe seus ovos durante temperaturas mais frias, em preparação para a eclosão na primavera. Os adultos evitam a competição larval com outras espécies para sobreviver. Temperaturas mais altas resultam em menor abundância de Aedes koreicus e menores taxas de reprodução.